# Еббі Вейтцейл
Еббі Вейтцейл (англ. Abbey Weitzeil, нар. 3 грудня 1996, Саугус, Каліфорнія, США) — американська плавчиня,   олімпійська чемпіонка та срібна призерка Олімпійських ігор 2016 року.

## Виступи на Олімпійських іграх
| Олімпіада           | Дисципліна             | Місце |
| ------------------- | ---------------------- | ----- |
| Ріо-де-Жанейро 2016 | 50 м вільним стилем    | 12    |
| Ріо-де-Жанейро 2016 | 100 м вільним стилем   | 7     |
| Ріо-де-Жанейро 2016 | 4×100 м вільним стилем | 2     |
| Ріо-де-Жанейро 2016 | 4×100 м комплексом     | 1     |